# Nikos Dabizas
Nikos Dabizas (grekiska: Νίκος Δαβίζας), född 3 januari 1973 i Chalkida, Grekland, är en före detta grekisk fotbollsspelare och nuvarande fotbollsledare. Under sin aktiva karriär spelade han som mittback och var en del av Greklands landslag som vann EM 2004.

## Personlig information
- Fullständigt namn: Nikolaos Dabizas
- Födelsedatum: 3 januari 1973 (52 år)
- Födelseort: Chalkida, Grekland
- Längd: 185 cm
- Lateralitet: Högerfotad

## Klubbinformation
- Nuvarande klubb: Pensionerad
- Position: Mittback

## Juniorkarriär
| År        | Klubb            |
| --------- | ---------------- |
| 1989–1991 | Apollon Chalkida |

## Seniorkarriär*
| År        | Klubb            | Matcher (Mål) |
| --------- | ---------------- | ------------- |
| 1991–1996 | Olympiakos       | 105 (5)       |
| 1996–2002 | Newcastle United | 124 (6)       |
| 2002–2004 | Leicester City   | 33 (1)        |
| 2004–2008 | AEK Aten         | 87 (4)        |
| Totalt    |                  | 349 (16)      |

## Landslagskarriär
| År        | Lag      | Matcher (Mål) |
| --------- | -------- | ------------- |
| 1994–2005 | Grekland | 44 (1)        |

*SM = Seriematcher, GM = Goal/mål

## Meriter
- Grekland
  - EM-guld: 2004
- Olympiakos
  - Grekiska ligan: 1992, 1993, 1994, 1995
- AEK Aten
  - Grekiska cupen: 2005